# 5992 Nittler
Az 5992 Nittler (ideiglenes jelöléssel 1981 DZ) a Naprendszer kisbolygóövében található aszteroida. Schelte J. Bus fedezte fel 1981. február 28-án.